# ベルナール・マクザ
ベルナール・マクザ（英語: Bernard Makuza、1962年9月30日 - ）は、ルワンダの政治家。上院議員。
首相、在ブルンジ、在ドイツ駐在ルワンダ大使 を歴任した。

## 概要
フツ族。ルワンダ虐殺関与前の民主共和運動（MDR）に所属。現在無所属。
2000年、首相に就任。
2008年3月8日、内閣改造を行うものの首相に再任。
2011年10月、首相を退任すると同時に上院議員に就任。